# Physaria cobrensis
Physaria cobrensis là một loài thực vật có hoa trong họ Cải. Loài này được (Rollins & E.A. Shaw) N.H. Holmgren mô tả khoa học đầu tiên năm 2004.